# 波塔卡灣
波塔卡灣（英語：Potaka Inlet），是南極洲的海灣，位於埃爾斯沃思地，處於瑟斯頓島北部的斯塔爾半島以東，長15公里，根據美國海軍拍攝的空中照片繪入地圖，現時由南極條約體系管理。
72°2′S 99°23′W / 72.033°S 99.383°W